# 高翥
高翥（翥：音「助」zhù，1170年—1241年），初名公弼，字九万，号菊磵，又號菊卿，庵號信天巢、陋庵信天，宋代浙江余姚石山樟树（现慈溪）人。南宋晚期诗人、畫家，兼善樂府，乃江湖诗派的代表人物，人称“江湖游士”。
高翥不與舉業，白衣終身。遊歷錢塘、姑蘇、金陵，專詩畫。晚年築庵自居，理宗淳祐元年（1241年）春，游淮水，得疾而歸，卒葬餘杭西子湖，年七十二，由於家境清貧，往日交遊之友皆贈以紙敬，喪家皆不接受。一女嫁進士崔子直，高翥死後之墓誌銘即其婿委請朝奉大夫孫德之所撰。

## 文学
高翥的诗词多具民歌风格，贴近现实生活。诗歌语言清隽朴素，构思巧妙。

### 代表诗篇

#### 《清明[2][3]》
- 南北山头多墓田，清明祭扫各纷然。
- 纸灰飞作白蝴蝶，泪血染成红杜鹃。
- 日落[4]狐狸眠塚[5]上，夜归儿女笑灯前。
- 人生有酒當須[6]醉，一滴何曾到九泉。

在這首詩中，作者開篇即為我們描繪出了一幅愁雲慘淡的清明掃墓場面：荒郊野外，墓塚累累，紙灰飛揚，泣愁陣陣，女子濃粧被淚水浸染，染为「淚血」，化用了望帝啼血化鳥，草木為之含悲，表現出清明節的特定氛圍。第三聯寫得非常妙，通過“狐狸眠塚上”與“兒女笑燈前”形象的對比，一掃前面的陰霾之氣，墓地荒塚的孤寂和家庭夜晚的熱鬧景象的反差，讓人心裏為之一動，感到清明的祭掃是那樣的虛偽。正因此，作者在結尾寫道“人生有酒當須醉，一滴何曾到九泉”。作者也正是看到了現實世界，人情表面濃厚，實際淡薄的假象，才發出了及時行樂的感嘆。

##### 《晓出黄山寺》
- 晓上篮舆出宝坊，野塘山路尽春光。
- 试穿松影登平陆，已觉鐘声在上方。
- 草色溪流高下碧，菜花杨柳浅深黄。
- 杖藜切莫匆匆去，有伴行春不要忙。

##### 《多景楼》
- 一带青山欲尽头，精蓝深处着危楼。
- 下无余地容车马，上有重檐接斗牛。
- 鸦落野田长趁晚，雁沉烟渚最宜秋。
- 江南好景从来少，北望空多故国愁。

#### 《秋日田父辞二首》

##### 《秋日田父辞 其一》
啄黍黄杂没骨肥，绕篱绿橘缀枝垂。
新酿酒，旋裁衣，正是昏男嫁女时。

##### 《秋日田父辞 其二》
少妇挼蓝旋染裙。大儿敲葛自浆巾。
新摘摘，笑欣欣。相唤相呼看赛神。

#### 《春情四首》

##### 《春情四首 其一》
楼头上马苦匆匆，百计相留无计从。
正好看花郎却去，江边春色为谁浓。

##### 《春情四首 其二》
天涯海角水雲宽，人在吴头楚尾间。
弹彻箜篌难寄恨，海棠庭院独凭阑。

##### 《春情四首 其三》
斗草归来上玉阶，香尘微涴合欢鞋。
全筹赢得无人赏，依旧春愁自满怀。

##### 《春情四首 其四》
深院沈沈照落晖，宝香熏彻旧时衣。
一春行乐谁为伴，羞见花前蛱蝶飞。

##### 《无题》
风竹萧萧淡月明，孤眠真个可怜生。
不知昨夜相思梦，去到伊行是几更。

##### 《过临平》
征帆一似白鸥轻，起揭船篷看晓晴。
梅子着花霜奈岸，自披风帽过临平。

## 集
- 《菊磵小集》（有《南宋群贤小集》的版本）
- 《信天巢遗稿》（有《四库全书》的版本）